# Керчь-Южная

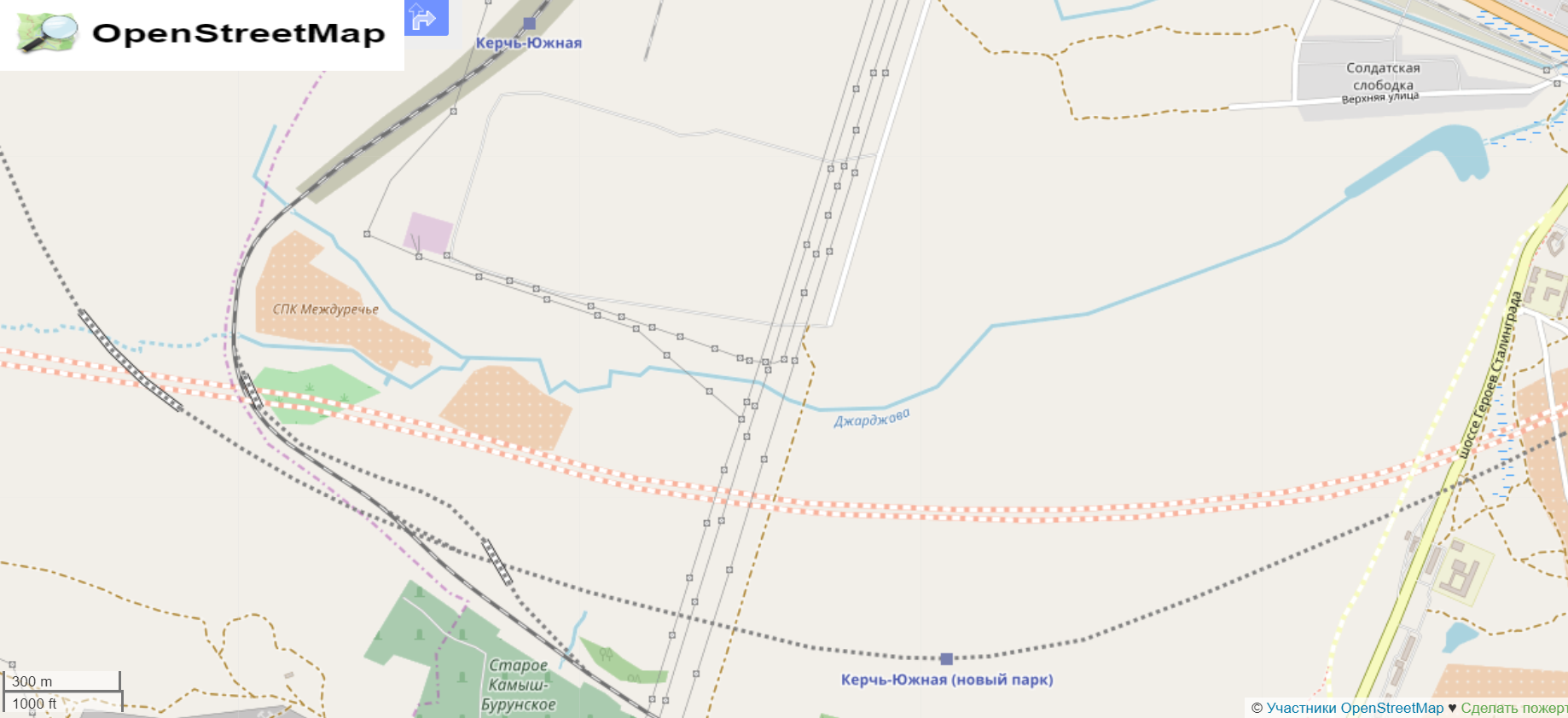
Расположение станции Керчь-Южная и её нового парка путей

Ке́рчь-Ю́жная — станция Крымской железной дороги в городе Керчи Республики Крым. Старый парк располагается на 2 км северо-западнее на 11-м километре грузовой ветки Керчь — Аршинцево, используемой для перевозок грузов с промышленных предприятий и в порты на юге Керчи. В рамках реконструкции станции построена новая станция с таким же названием, но официально именуемая Новый парк, на линии Багерово — Вышестеблиевская. Станция полностью открыта 18 июня 2021 года.

## История
До 2010 года имелось пригородное, фактически внутригородское пассажирское сообщение по маршруту Керчь-Южная — Керчь — Крым. В том же году станция получила современное название, до этого она именовалась  Разъезд 11 км (укр. Роз'їзд 11 км).

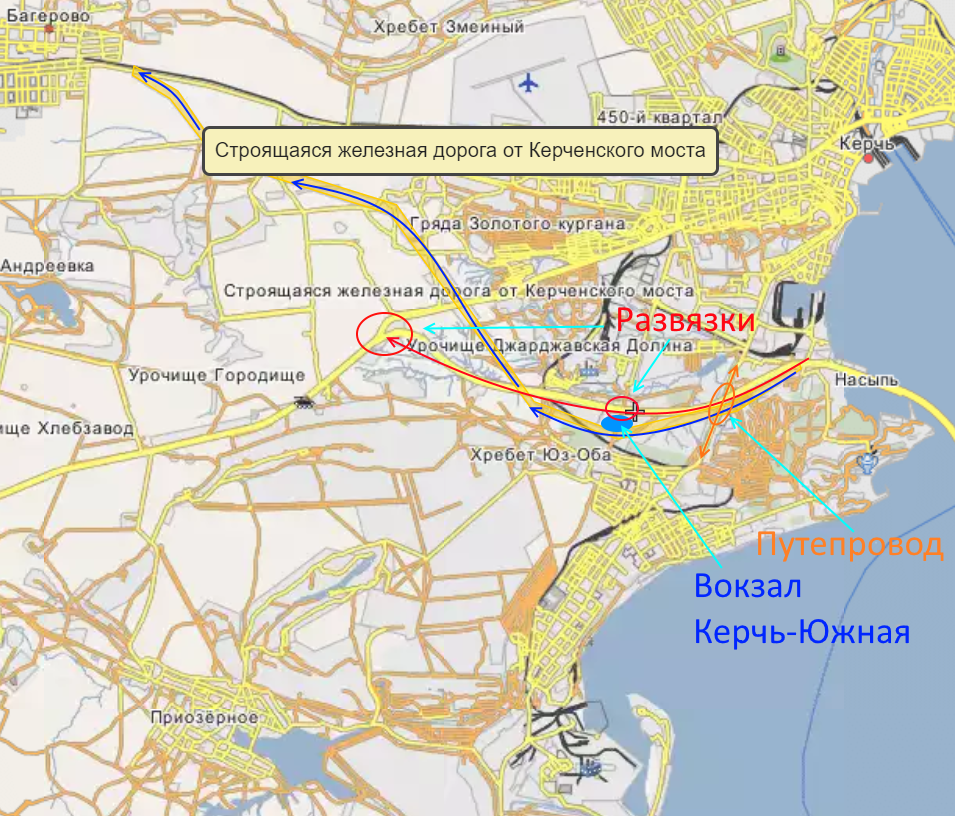
Для снижения загрязнения выхлопами и шума транспорта съезды с моста удалены от Керчи с постройкой новых развязок и нового вокзала Керчь-Южная

Одними из самых обсуждаемых вопросов проекта Крымского моста были транспортные подходы к Керчи. Проектировщики, исходя из экологических соображений по защите города от выхлопов и шума транзитного транспорта, а также для сокращения времени пути в центральный Крым, выполнили обход Керчи с помощью железнодорожной развязки. Наиболее полно концепция проекта была показана в презентации Ленпромтранспроекта. Опубликованные чертежи для вокзала с ней в целом совпали.
На создание нового парка путей, вокзала, а также реконструкцию подъездов до станции Аршинцево и судостроительного завода «Залив» в федеральной целевой программе по Крыму были выделены дополнительные средства. Сумма не выделена отдельно, но вместе с увеличением финансирования дорожных развязок около Керчи составляла 56 млрд рублей.
23 декабря 2019 года Президент России Владимир Путин прибыл на станцию Керчь-Южная и отправился на рельсовом автобусе РА2 для инспектирования и открытия Крымского моста.
25 декабря 2019 года станция приняла первый пассажирский поезд дальнего следования № 7/8 «Таврия», следовавший из Санкт-Петербурга в Севастополь. Остановка была техническая, без высадки и посадки пассажиров, в связи с тем, что вокзал и автомобильные подходы к нему ещё не были построены.
С 7 марта 2020 года по железнодорожному маршруту Анапа — Тамань — Керчь ежедневно начал курсировать дизель-поезд РА2. Остановку на станции Керчь-Южная до 18 июня 2021 года поезд не делал, а следовал сразу до станции Керчь.

### Открытие
Станция открыта 18 июня 2021 года. Первый поезд Пермь — Симферополь прибыл в 10:42 и простоял на вокзале 5 минут. С 11:00 этого же дня вокзал начали обслуживать рейсовые автобусы.
До этого поезда дальнего следования совершали 5-минутную техническую остановку без открытия дверей. При этом пассажиры, следовавшие в Керчь, проезжали до следующей станции Багерово, откуда была организована их доставка в Керчь автобусами.
Также, с этого дня вышеупомянутый дизель-поезд маршрута Керчь —Анапа стал делать остановку на станции Керчь-Южная, став, таким образом, ещё одним маршрутом внутригородского железнодорожного транспорта. Цена проезда перегона Керчь — Керчь-Южная чуть более 25 рублей.

## Технические особенности
В ходе реконструкции станции был создан дополнительный парк путей станции Керчь-Южная, которая постепенно взяла на себя функцию главной железнодорожной станции города. Двухпутная железная дорога минует пути на старый вокзал в Керчи и выходит сразу к станции Багерово в 10 км от города.
Пассажирский терминал станции имеет парк из пяти путей и три низкие платформы: короткую береговую со стороны вокзала, длинную островную между первым и вторым путями от вокзала и длинную береговую с противоположной стороны от путей.
Два пути (третий и четвёртый от вокзала) не примыкают к платформам и являются транзитными, а остальные три пути доступны для посадки-высадки пассажиров. Всего на перроне помещается 12 вагонов.
Платформы станций связаны между собой и вокзалом двумя крытыми надземными пешеходным переходами и доступны через путепровод, который построен вдоль шоссе Героев Сталинграда.
Также произведено отчуждение земельного участка под постройку перспективной автомобильной развязки съезда с моста на пересечении с Индустриальным шоссе, которая обеспечит более короткий заезд на новый вокзал и более быстрый выезд на мост для жителей Керчи.

### Электрификация
На 2021 год планировались работы по электрификации в составе участка Тамань — Багерово. Тяговая подстанция должна быть построена в Багерове; работы пока не начинались. 
Стоимость монтажа контактной сети на этом участке оценивается в 38,8 миллиарда рублей. Работы на отрезке от Темрюка до станции Багерово — это первый этап электрификации ветки на Джанкой.